# آرتور بنکرافت
آرتور بنکرافت (انگلیسی: Arthur Bancroft; ۱۰ ژوئیهٔ ۱۹۰۳ – ۱۹۸۴ (۸۰−۸۱ سال)) بازیکن فوتبال اهل بریتانیا بود.
از باشگاه‌هایی که در آن بازی کرده‌است می‌توان به باشگاه فوتبال تاو لاو تاون و باشگاه فوتبال برادفورد سیتی اشاره کرد.